# Physetobasis triangulifera
Physetobasis triangulifera là một loài bướm đêm trong họ Geometridae.